# عذم صغير الأزهار
العذم صغير الأزهار (باللاتينية: Stipa parviflora) نوع نباتي يتبع جنس العذم من الفصيلة النجيلية.

## الموئل والانتشار
ينتشر في المشرق العربي ووادي النيل والمغرب العربي وإيطاليا وفرنسا وإسبانيا.